# Chiesa di Santa Maria delle Grazie (Cugnasco-Gerra)
La chiesa di Santa Maria delle Grazie è un edificio religioso tardoromanico che si trova a Cugnasco, frazione del comune di Cugnasco-Gerra in Canton Ticino).

## Storia
Nonostante la prima menzione dell'edificio in un documento ufficiale risalga al 1578, esso fu costruito probabilmente nel XV secolo (ma, comunque, non prima del 1463): dell'aspetto che la chiesa aveva in quel secolo rimane una traccia sulla facciata decorata con affreschi tardogotici. Successivamente diventò un convento dei Servi di Maria, ma nel 1653 il convento fu soppresso. Circa mezzo secolo prima, nel 1597, era stato realizzato il coro, mentre le cappelle laterali furono realizzate dal 1669 al 1677: di queste, tuttavia, ci rimane solo quella nella parte settentrionale dell'edificio, perché l'altra fu rimossa negli anni sessanta del XX secolo. Un'ulteriore modifica fu effettuata nel 1895: alla struttura fu aggiunto un portico e un campanile a vela, la facciata fu rimodellata secondo il gusto neogotico e la navata fu coperta con una volta a botte.